# Meccanica razionale

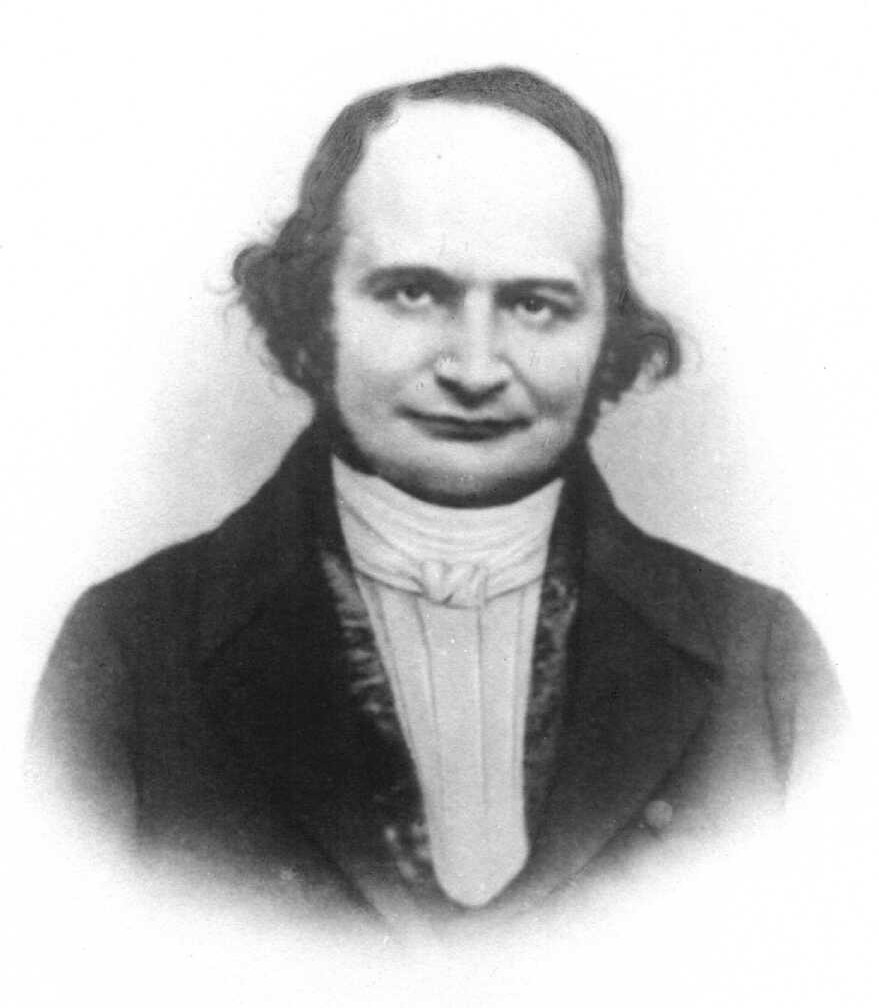
Carl Gustav Jacobi

La meccanica razionale (o meccanica analitica) è la branca della fisica matematica che studia il moto e l'equilibrio dei sistemi meccanici con un numero finito di gradi di libertà. Essa rappresenta una formulazione della meccanica classica alternativa a quella newtoniana. Il principio fondamentale che, assieme al principio di relatività galileiana, sta alla base della meccanica analitica è il principio di minima azione. La meccanica razionale si è sviluppata tra la seconda metà del XVIII secolo e la fine del XIX secolo, grazie al contributo di scienziati come William Hamilton, Carl Jacobi, Joseph-Louis Lagrange, Jacques Charles François Sturm, Joseph Liouville, Pierre-Louis de Maupertuis, Emmy Noether e Siméon-Denis Poisson.

## Descrizione

Simeon Poisson

### Meccanica lagrangiana e hamiltoniana
All'interno della meccanica razionale è possibile distinguere due differenti formulazioni: la meccanica lagrangiana e la meccanica hamiltoniana. La principale distinzione tra di esse è rappresentata da una diversa scelta operata nel selezionare le coordinate usate per generare lo spazio delle fasi. In particolare, tramite la formulazione hamiltoniana si arriva allo studio delle varietà simplettiche e di Poisson.
La meccanica lagrangiana è una formulazione della meccanica newtoniana introdotta nel XVIII secolo da Joseph-Louis Lagrange. Si tratta di un formalismo in cui le equazioni del moto sono descritte tramite le cosiddette equazioni di Eulero-Lagrange, in cui la funzione scalare argomento è la lagrangiana, la differenza tra energia cinetica e potenziale. In questo modo, non è necessario utilizzare campi vettoriali come nel caso invece delle equazioni di Newton o delle equazioni di Navier-Stokes.
La meccanica hamiltoniana è un'altra riformulazione della meccanica classica introdotta nel 1833 da William Rowan Hamilton. In questa trattazione la grandezza di riferimento è la hamiltoniana, ovvero la somma di energia cinetica e energia potenziale. Le equazioni che essa deve soddisfare sono le equazioni di Hamilton-Jacobi.

### Caratteristiche

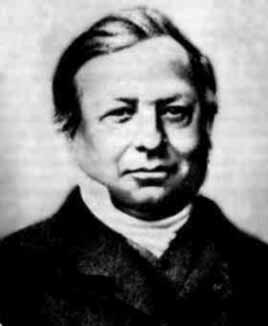
Joseph Liouville

Sistemi meccanici centrali nella teoria sono quelli composti da un numero finito di punti materiali soggetti a forze, sia che essi siano liberi di muoversi in uno spazio vettoriale, come lo spazio tridimensionale, sia che siano vincolati a muoversi su sottoinsiemi di uno spazio vettoriale rappresentati da varietà differenziabili (curve o superfici). Dal momento che gli spazi vettoriali sono esempi particolari di varietà differenziabili, è evidente che queste ultime costituiscono l'ambiente di definizione naturale della meccanica razionale, a prescindere dall'esistenza di uno "spazio fisico" in cui queste varietà siano immerse. 
La meccanica razionale si occupa anche di alcuni sistemi che, pur essendo costituiti da un numero infinito di punti materiali, sono soggetti a particolari vincoli, come nel caso dei corpi rigidi, che ne rendono finito il numero di gradi di libertà. Un altro importante campo di applicazione della meccanica razionale è rappresentato dalla teoria generale dei sistemi dinamici. Tuttavia, va sottolineato che l'attenzione della disciplina è diretta non tanto al confronto dei modelli con i dati sperimentali, quanto allo studio, la sistematizzazione e la generalizzazione delle strutture matematiche utilizzate da questi modelli, come ad esempio il calcolo delle variazioni.
Nonostante i sistemi studiati da questa disciplina appartengano al campo meccanica classica, la meccanica razionale ha importanti legami con teorie non classiche, quali la teoria della relatività e la meccanica quantistica, ad esempio la formulazione lagrangiana costituisce un formalismo naturale per la cosiddetta prima quantizzazione, includendo commutatori tra determinati termini delle equazioni di Lagrange relative al moto di un sistema fisico.